# سكينة مساعدي
سكينة مساعدي سياسية جزائرية، شغلت منصب وزيرة منتدبة لدى رئيس الحكومة، مكلفة بالجالية الوطنية بالخارج بحكومة أويحيى الثالثة وحكومة أويحيى الرابعة.